# Deutsche Fußballmeisterschaft 1946/47
Die deutsche Fußballmeisterschaft wurde 1946/47 ebenso wie in der Vorsaison aufgrund der Schäden des Zweiten Weltkriegs nicht ausgespielt. Stattdessen wurden in fast allen Besatzungszonen (bis auf die sowjetische Besatzungszone) sowie der Viersektorenstadt Berlin Zonenmeisterschaften ausgespielt.

## Geschichte
Im zweiten Jahr nach dem Krieg machten der Wiederaufbau und die Organisation des deutschen Fußballs trotz schwieriger Rahmenbedingungen weiter Fortschritte. In der Amerikanischen Besatzungszone spielte die Oberliga Süd die komplette Saison mit nunmehr 20 Vereinen, wobei der 1. FC Nürnberg souveräner Süd- und Zonenmeister wurde. In der französischen Besatzungszone spielte die Oberliga Südwest in zwei Staffeln: Die Südstaffel für den Raum Südwürttemberg/Südbaden, die Nordstaffel für den Raum Rheinland-Pfalz/Saarland. Der Südsieger VfL Konstanz traf auf den Nordsieger 1. FC Kaiserslautern. Die Lauterer siegten klar und wurden Französischer Zonenmeister; damit begann die große Ära des 1. FC Kaiserslautern, die bis Mitte der 1950er Jahre andauern sollte. In Berlin startete die eingleisige Stadtliga mit 12 Vereinen; Stadtmeister wurde die SG Charlottenburg, hinter der sich der Traditionsverein Tennis Borussia Berlin verbarg.
Auch in der britischen Besatzungszone wurde in dieser Saison zum ersten Mal ein Zonenmeister ermittelt. Allerdings gab es hier noch keine regionen- oder zonenweite Oberliga, vielmehr wurde der Meister in einer Endrunde ermittelt, an der acht Mannschaften, je vier aus West- und aus Norddeutschland, teilnahmen. Erster Zonenmeister wurde der Hamburger SV. In der britischen Zone wurde aber auch schon um künftige Oberliga-Plätze gespielt; denn für die folgende Saison sollten eine Oberliga West und eine Oberliga Nord ins Leben gerufen werden. Die künftige Organisation des westdeutschen Fußballs nahm Gestalt an.
Keine Meisterschaft gab es dagegen zunächst noch in der sowjetischen Besatzungszone. Allerdings kam es auf Stadt-, Kreis- und Bezirksebene zum Aufbau eines geregelten Spielbetriebes. Wie ein Jahr zuvor in Berlin durften keine richtigen Vereine – diese waren bekanntlich 1945 durch alliierten Kontrollratsbeschluss in ganz Deutschland aufgelöst worden – spielen, sondern nur Sportgruppen (SG) von Städten oder Stadtteilen. In Mecklenburg-Vorpommern wurde bereits eine Landesklasse eingerichtet, die in zwei Staffeln spielte und in der sich die SG Rostock-Süd als erster Landesmeister durchsetzte. Auch in Brandenburg wurde in einer Endrunde der jeweiligen Kreismeister ein erster Landesmeister ermittelt. Die SG Cottbus-Ost setzte sich im Finale mit 3:2 gegen die SG Forst-Mitte durch. In den übrigen Ländern wurden noch keine Meister ermittelt.

## Zonenmeisterschaften 1946/47

### Meister der Oberligen
| Titel                       | Liga               | Verein               |
| --------------------------- | ------------------ | -------------------- |
| Amerikanischer Zonenmeister | Oberliga Süd       | 1. FC Nürnberg       |
| Französischer Zonenmeister  | Oberliga Südwest   | 1. FC Kaiserslautern |
| Berliner Fußballmeister     | Berliner Stadtliga | SG Charlottenburg    |

### Meisterschaft in der Britischen Besatzungszone
Die Britische Zonenmeisterschaft wurde in zwei Qualifikationsrunden und einer Endrunde unter den Meistern und Vizemeistern der sechs zuvor durchgeführten Landesmeisterschaften (Schleswig-Holstein, Hamburg, Niedersachsen einschließlich Bremen, Westfalen, Mittelrhein und Niederrhein) ausgespielt, wobei die Meister der Länder Mittelrhein, Westfalen und Niederrhein sowie der Meister und der Vizemeister Niedersachsens direkt für die Endrunde qualifiziert waren. Die Britische Zonenmeisterschaft wurde schließlich vom Hamburger SV durch einen 1:0-Sieg im Finale gegen Borussia Dortmund gewonnen.